# Vincenzo Monti
Vincenzo Monti (Alfonsine, 19 de febrer de 1754 - Milà, 13 d'octubre de 1828) fou un poeta, escriptor, dramaturg i traductor italià.
Se'l considera generalment l'exponent per excel·lència del neoclassicisme italià, encara que la seva producció hagi conegut estils variats i hagi estat sovint bastant propera a la sensibilitat romàntica. Principalment recordat per la traducció de la Ilíada, va estar al servei tant de la cort papal com de la napoleònica.

## Biografia

### Els primers anys
Monti, fill de Fedele Maria – pèrit agrimensor – i de Domenica Maria Mazzari, propietaris de finques, va néixer en una casa rural en el territori d'Alfonsine, avui a la província de Ravenna. Tenia tres germans (Cesare, després sacerdot, Giovan Battista, després caputxí, i Francesc'Antonio, tots més grans que ell) i cinc germanes, tres de les quals, Lucia Dorotea, Rosa Geltrude i Maria Maddalena, esdevingueren monges. Narren els biògrafs que a l'edat de cinc anys va caure en la rasa del molí de la propietat, salvant-se miraculosament.
Als vuit anys el dugueren a la veïna Fusignano, on tingué com a mestre don Pietro Santoni (1736-1823), que era també un famós poeta en romanyol. El 1766 va entrar al seminari de Faenza, estudiant llatí amb el famós Francesco Contoli. Hi romangué dels dotze als disset anys (als tretze anys prengué la tonsura), i el 1771 va manifestar la intenció d'entrar en l'Orde Franciscà. Mancat d'una veritable vocació, abandonà aviat la idea, i marxà amb el seu germà Francesc'Antonio a Ferrara, on va estudiar dret i medicina a la Universitat. Va haver de lluitar per abandonar definitivament la vila natal, on la família, totalment insensible a la literatura, volia retenir-lo.

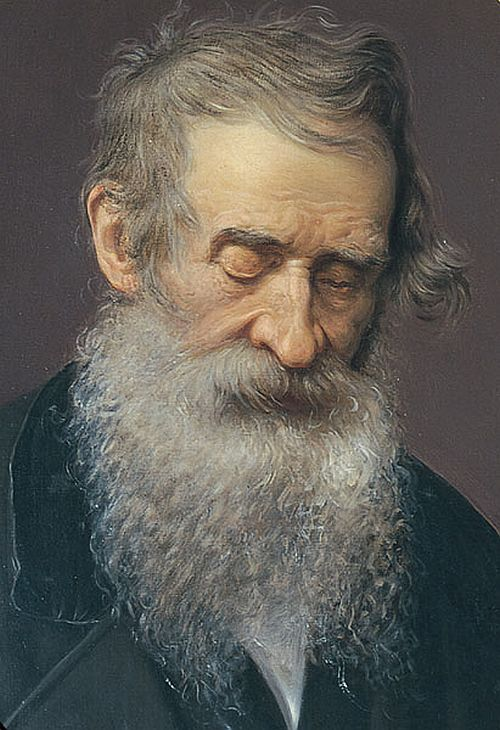
Niccolò Tommaseo va apreciar particularment les primeres composicions llatines de Monti

S'entreveieren aviat alguns elements clau de la seva personalitat, entre els quals la tendència a acomodar-se a diversos fins segons les necessitats personals. És per això, sobretot, que aprofundí en els estudis bíblics, molt presents en la primera part de la seva producció.
Va demostrar de totes maneres un talent sorprenent i precoç per les lletres, i ja el juliol de 1775 va ésser admès a l'Acadèmia de l'Arcàdia amb el sobrenom d'Antonide Saturniano, congraciant-se, amb el seu bell aspecte, les primeres protectores, l'anciana marquesa Trotti Bevilacqua i la comtessa Cicognini. Va començar a escriure versos llatins d'argument sagrat per donar-se a conèixer en els entorns eclesiàstics, però ben aviat hi introduí el profà, com s'evidencia en el Nuovo amore, "canzonetta" en quartets del mateix 1775, en la qual amb una fingit pathos unit a una indiferència es fa referència a l'amor per una "bella toscanella" que conegué en el col·legi de Santa Trinità de Florència on era companya de la germana. Aquesta infatuació juvenil evidentment no va ser gran cosa, i quan arribaran les vertaderes penes d'amor, més endavant, es notarà la diferència.
S'inicià amb composicions de tota mena, entre les que es poden recordar els sonets Il matrimonio alla moda  i El ratto de Orizia, deutors de Parini el primer, de Giuliano Cassiani (i del seu Ratto de Proserpina) el segon, conforme als ferments arcàdics del període. Copiosa va ser als inicis també la producció llatina, que feu les delícies de Niccolò Tommaseo.
Pogué publicar l'any següent el seu primer llibre, La visione di Ezechiello (en honra de don Francesco Filippo Giannotti, arquebisbe de Minerbio que havia vist predicar a Ferrara), impostat sobre el model d'Alfonso Varano de les Visioni sacre e morali, que gaudia de molta fortuna a l'època, especialment en l'entourage arcàdic. De mateix motlle són altres dues Visions contemporànies, dedicades també a alts prelats.
Des de l'inici es manifesta una tendència sovint recorrent en Monti: la reelaboració de models precedents. El poeta no inventa res de nou, però nou és el mode en que fusiona les fonts, creant així un estil ben peculiar. Aquí òbviament és l'Arcàdia el que domina (i el seu estil no abandonarà mai el bàndol de l'Acadèmia), i no es pot obviar l'admiració nodrida en aquest moment per Frugoni, tot i que són evidents, com es pot intuir ja amb el títol, les referències bíbliques tal com també, des dels inicis, Dante (sobretot) i Petrarca són noms imprescindibles del seu repertori.
El 1777 va entrar també a l'Acadèmia degli Agiati de Rovereto amb el nom d'Archia.

### El període romà
El 26 maig de 1778, seguint el legat pontifici a Ferrara - el cardenal Scipione Burgès - anà a Roma, per cercar glòria i fugir l'angoixa d'un món esdevingut massa estret, i hi obtingué el suport del cèlebre arqueòleg Ennio Quirino Visconti, a qui va dedicar l'any següent un "Saggio di poesie" amb influències de Pietro Metastasio. En aquesta època Monti es va dedicar a la lectura d'alguns filòsofs, entre els quals Locke, Leibniz, Condillac i Helvetius.

#### L'ingrés a la cort papal

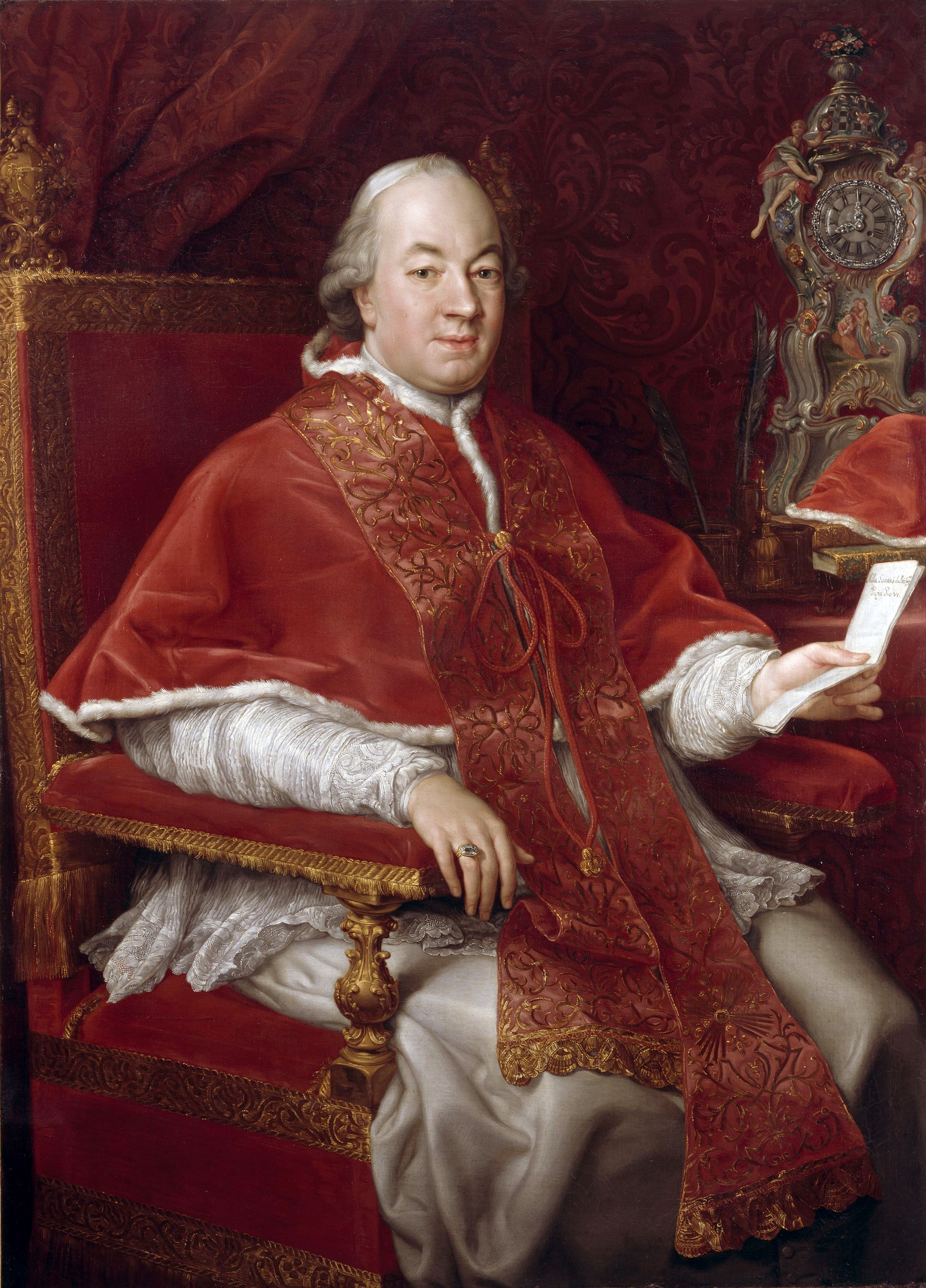
Pio VI retrat de Pompeo Batoni

El 1781 el Papa romanyol Pius VI, Giannangelo Braschi, mecenes i poeta diletant, havia cridat a Roma el nebot (nipote) Luigi Onesti, unint-lo en matrimoni amb Costanza Falconieri, de quinze anys, que posseïa un ric dot. L'esdeveniment va suscitar una allau de composicions arcàdiques entre els quals la de Monti, el poemetto en tercets La bellesa de l'univers, que encantà a la parròquia de l'Acadèmia de l'Arcàdia i meresqué l'estima del pontífex, que el va nomenar secretari del nipote príncep Luigi Onesti (ara associat amb el cognom Braschi) fent-lo entrar en l'entorn papal.

#### ElsPensieri d'amore, una obertura romàntica?
El seu estil va abandonar la freda adulació amb els hendecasíl·labs sense rima Al principe Sigismondo Chigi, i encara més amb els cèlebres Pensieri d'Amore, on es deleix desesperadament per una joveneta.
El model de les dues obres cal cercar-lo sens dubte en el Werther, que Monti va llegir en l'anònima traducció francesa. Els Pensieri d'amore adopten un estil més malenconiós i sincer, i constitueixen les primeres mostres d'un acostament, potser no emotiu però si formal, a la poètica romàntica, tant que el mateix Leopardi hi trobarà inspiració per algunes de les seves composicions més famoses.

#### Tornada al Neoclassicisme
No obstant, encara és d'hora, la seva poesia roman en el solc de la tradició arcàdica i en sintonia amb la lliçó dels il·lustrats. Monti continua freqüentant l'Acadèmia, i allí hi recita les dues obres successives, el sonet Sobre la mort (finalment seran quatre, i veuran la llum en el 1788), molt popular a l'època, i l'oda Al senyor de Montgolfier, escrita en quartets. Aquesta s'inspira en el segon vol aerostàtic de la història, esdevingut a París el primer de desembre de 1783. En una comunió de meravellament amb la gent, Monti en fa una obra sincera, no encarregada, bastida sobre el parangó entre les aventures de la nau Argos i les de la montgolfiera, en una paral·lel destinat a exaltar, com en la Prosopopea, la modernitat, i, en una inspiració del tot il·lustrada, el progrés humà.
El 1784 va començar a treballar en un text al que hi retornaria tota la vida, sense mai aconseguir de completar-lo. Es tracta de la Feroniade, títol que remet a la nimfa estimada de Zeus i perseguida per Juno També aquí no hi manca el pretext: aquesta vegada es vol glorificar la intenció de Pius VI de drenar les maresmes de l'Agro Pontino, obra que no tingué èxit però que va tenir un gran ressò, i va anticipar-se al famós drenatge de les terres pantanoses mussolinià. L'obra que ens ha pervingut compta uns 2.000 versos lliures. La idea del tema va venir a Monti en el curs de les batudes de caça que feia amb al príncep de la zona de Terracina, on va veure la font Ferònia citada per Horaci, i s'hi va rentar, com ell, ora manusque (les mans i el rostre, per què aquí "ora" s'ha d'entendre com a sinècdoque). La crítica ha referit les innumerables referències estilístiques i temàtiques a Virgili, mentre que Carducci ha parlat d'influència homèrica. En qualsevol cas, testimonien el gust neoclàssic de l'obra.

#### El parèntesi tràgic

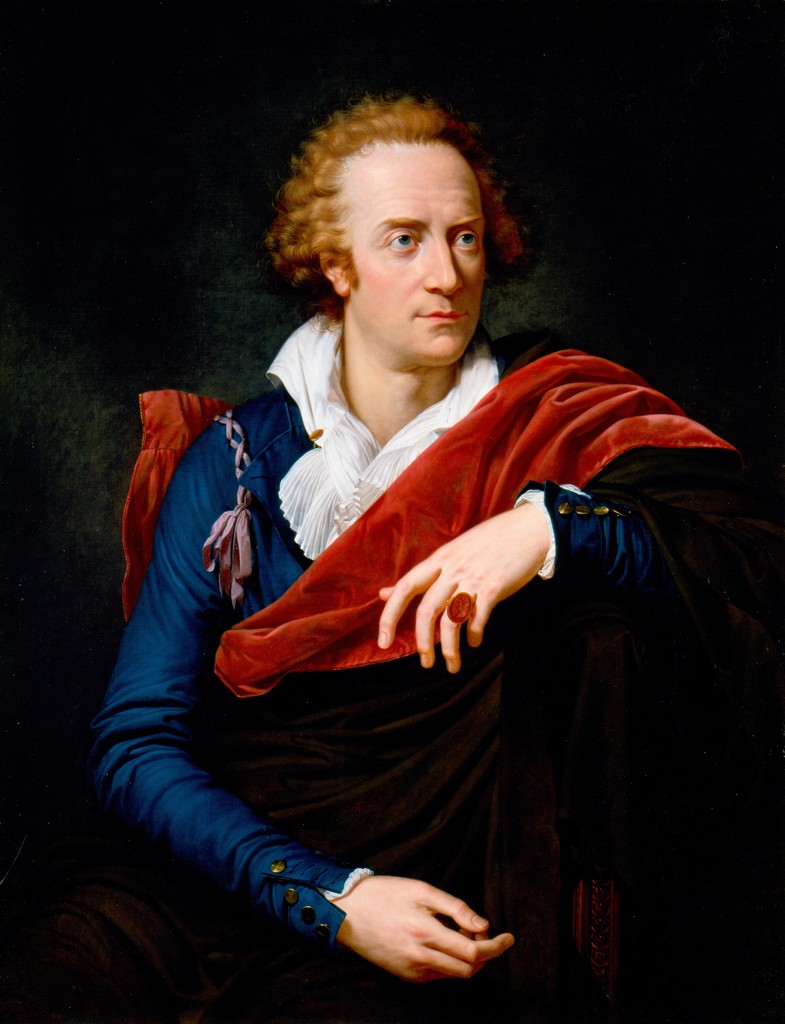
Vittorio Alfieri en un retrat de Fabre

Entre el maig del 1781 i el del 1783 Vittorio Alfieri va fer la seva segona estada a Roma, on va donar a conèixer algunes de les seves tragèdies (són els anys de la composició del Saul, recitat a l'Arcàdia el 3 de juny de 1781 en presència de Monti). Monti, que tenia per Alfieri una admiració barrejada amb l'enveja, va pensar a virar cap al gènere tràgic, cercant de satisfer el públic que per obres d'aquesta mena demanava, com va referir Francesco De Sanctis, un estil que fos una via intermèdia entre la duresa alfieriana i la expressivitat metastasiana.
D'aquesta forma néixer l'Aristodemo, història dels turments d'un pare que ha matat la filla per ambició. La font és clàssica: la història la narra en poques línies el grec Pausania, i l'argument ja havia estat posat en tragèdia en el segle precedent per Carlo de'Dottori, en una obra que ofereix alguns motius reconeixibles en el text montià. L'obra, representada el 16 gener de 1787 al Teatro Valle (la primera absoluta es representa l'any precedent, a Parma), obtingué un ampli èxit, per més que després no manquessin veus crítiques. En qualsevol cas, Monti era ja un protagonista indiscutible de la vida literària romana. A Parma, a més, l'obra va ser publicada per la impremta de Giambattista Bodoni, editor de prestigi a la ciutat que venia definida com a "Atenes d'Itàlia".
A l'Aristodemo el remordiment és el vertader protagonista del text, en una atmosfera en un punt intermedi entre el Conte d'hivern (Winter's Tale) shakespearià i Crim i càstig (si bé no al mateix nivell de pathos i d'introspecció psicològica, perquè Monti és sempre més lleuger, també quan és solemne), i amb presència de diverses fonts d'inspiració; a més de Dante, Petrarca o el mateix Alfieri, hi són reconeixibles les sirenes del Nord, que justifiquen la definició de l'obra, com a "tragèdia sepulcral".
Va ser durant una representació privada de l'obra, el 1786, que el poeta s'enamorà de Teresa Pichler, de setze anys, que havia recitat conjuntament amb ell. Aquest va ser el preludi a les noces de cinc anys més tard.
Sobre l'onada de l'èxit va escriure encara dues tragèdies, una modesta, Galeotto Manfredi (1787),
i una de més gran calat, Caio Gracco, que tingué una gestació més llarga (1788-1800).

#### L'oda introductòria a l'Aminta
L'abril de 1788 en col·laboració de nou amb Bodoni, que va voler reimprimir l'Aminta de Torquato Tasso en ocasió de les noces de la filla petita de la marquesa Marianna Malaspina de la Bastia, Giuseppina Amalia, amb un comte parmesà. Bodoni va demanar a Monti alguns versos d'introducció a l'obra. Va néixer així l'oda A la Marchesa Malaspina della Bastia, on, més enllà de les virtuts de bellesa i enginy de la noble senyora, se celebren els mèrits de la família Malaspina, que allotjà l'exiliat Dante el 1306, i que com a tal romangué protectora de la poesia, tant que la marquesa passà a protegir Carlo Innocenzo Frugoni.

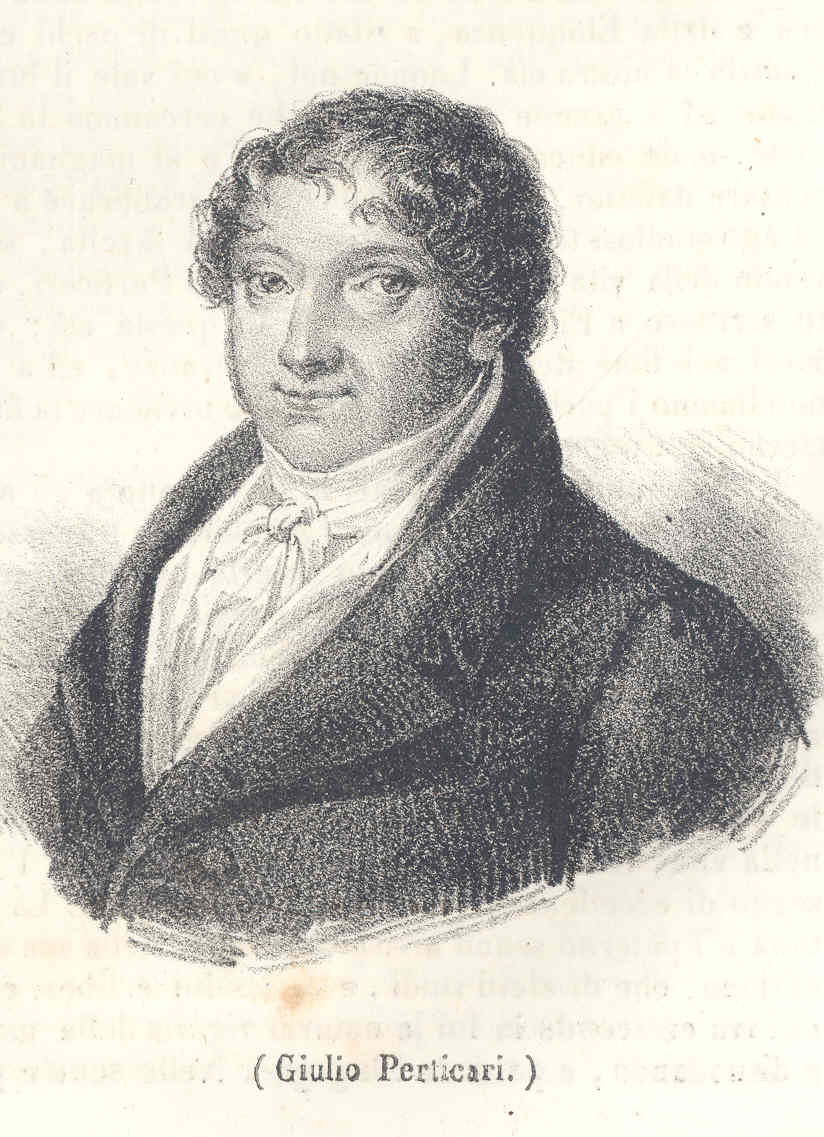
El comte Giulio Perticari va casar-se amb la filla de Monti el 1812 i va ser per a ell una ajuda en l'estudi a més d'un fraternal amic

#### Monti reaccionari, laBassvilliana
El 3 juliol de 1791 Monti es casa amb Teresa Pikler (Roma, 3 juny 1769 - Milà, 19 maig 1834), o més correctament Pichler filla de Giovanni Pichler (1734-1791) famós tallador de gemmes de la ciutat, però oriund tirolès, i d'Antonia Selli, romana. Del matrimoni van néixer dos fills, Costanza (Roma, 1792- Ferrara, 1840), que després es casà el comte Giulio Perticari i conreà les lletres entrant també a l'Arcàdia, i Giovan Francesco (1794-1796), que morí, no obstant, de molt jovenet.
Es produeix la Revolució francesa i, al principi, Monti es mostra conservador. Així ho declara en el seu poema La Bassvilliana, on conta el que li esdevingué a l'ànima d'Ugo Bassville, ambaixador del govern francès a Itàlia quan arribà al cel: Els àngels el duen al cel de París perquè contempli els horrors de la Revolució francesa. A l'obra, l'esperit de Bassville demana perdó al de Lluís XVI, descrit com un màrtir la sang del qual es vessa sobre França, justificant així la coalició europea contra els regicides. És una obra mestra de la literatura reaccionària antifrancesa i, sense ser extraordinària, constitueix un discret poema romàntic, el millor de la seva època romana, tot i que quedà inacabat. L'elaboració d'aquest tipus de poemes costava mesos a l'escriptor, i la Revolució francesa tenia a Itàlia tants partidaris que degué tenir por de quedar al marge de l'onada, quelcom molt propi de Monti.
Així, des de posicions contràries a la Revolució francesa, que van trobar espai a la Feroniade i a la Musogonia (en la se va introducció Napoleó és advertit com una amenaça), Monti va fer un ràpid canvi, en la seva línia de donar suport al més fort per salvar la pell. Les turbulències polítiques i la ja evident afirmació de Napoleó el van portar a escorar-se de la seva part i a acollir en la seva casa romana el mariscal Marmont, que havia arribat a l'Urbs per ratificar els pactes de Tolentino, amb els que s'humiliava la figura del pontífex. Va escriure també en aquest període un sonet anònim, Contra l'Església dels Papes, en el que preconitza la justa punició a una institució que s'hauria allunyat del seu esperit originari.
Monti, que no obstant continuava tenint un peu a cada bàndol (era encara retribuït per la cort del Papa i cercava de mantenir-ne els favors fins al final), es va veure obligat a abandonar Roma, on ja eren massa els riscos. Va ser així que en la nit del 3 març 1797 va fugir en el furgó de Marmont cap a Florència.

### El període milanès

#### L'ardor jacobí: ElPrometeo
Després d'una breu estada a Florència, on fou ben acollit i va recitar amb gran aprovació el primer cant del Prometeo en el saló de la marquesa Venturi, i després d'haver passat per Bolonya (on va conèixer Foscolo, amb qui el va lligar una profunda amistat, i on ho es van reunir amb ell la dona i la filla) i per Venècia, el 18 juliol de 1797, pocs dies després de la proclamació de la constitució de la República Cisalpina, va arribar a Milà. El moment és oportú per a canviar de camisa: per tal d'esborrar el record de la Bassvilliana va escriure tres poemetti en tercets dantescos per renegar-ne (El Fanatisme, La Superstició i El Perill, on divinitza Napoleó però, encara més, malparla dels seus antics protectors) i sobretot el Prometeo, dedicat a Napoleó, que quedà incomplet a l'inici del quart cant. Aquestes obres són de les mateixes dates que la carta enviada de Bolonya el 18 juny de 1797 a Francesco Saverio Salfi, en la que Monti cercava de justificar els seus anteriors posicionaments al·legant no haver tingut llibertat d'opinió. L'auto-humiliació va arribar fins a definir la pròpia Bassvilliana de "miserable rapsòdia".

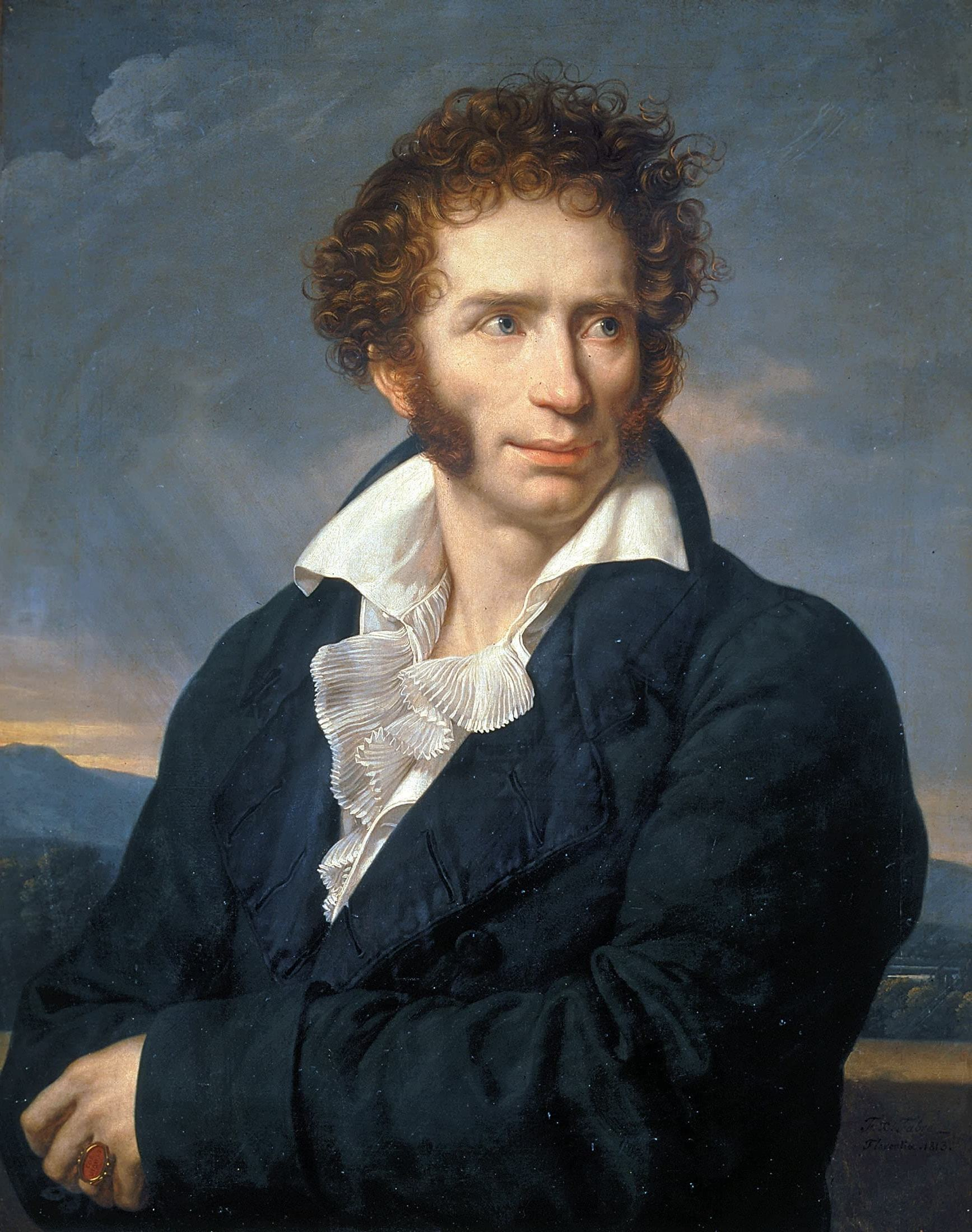
A Bolonya va conèixer Foscolo, amb qui el lligà, sobretot en els primers anys, una estimació recíproca i una afinitat literària

El Prometeo va ser el primer text d'un gran cicle d'obres destinat a celebrar l'epopeia napoleònica, gairebé una introducció d'aquesta. Es tracta potser de l'obra montiana més famosa, i el Cors (Nopeleó) hu és exaltat fins i tot més enllà dels consabuts excessos del poeta romanyol. El personatge del mite hi ve parangonat, en la dedicatòria, a Bonaparte; tal aquell es rebelà davant Júpiter i portà el foc als homes, així aquest es revolà contra els potentats de la terra per portar la llibertat. S'imagina, en el text, que Prometeu, acompanyat del germà Epimeteu, vagi entre la gent profetitzant la vinguda de Napoleó, i baixi fins a l'Èreb a anunciar la notícia.
L'habitual felicitat artística no es conjuga, en aquesta obra, com en les altres, amb un coherència estructural, i sobretot el protagonista sembla inconsistent i privat de la dramacitat que ens havia restituït Èsquil.
L'arribada del Bonaparte és vista per Monti en aquesta fase com l'única esperança per què Itàlia trobés cohesió interior i llibertat. Napoleó esdevé comparable a un déu del l'antiguitat, sense rivals dignes a la terra. Així també, sense pietat, Monti transforma els elogis dels que havia omplert el papa i el rei en el mateix nombre de forts vituperis (respectivament en un sonet i en un himne). Elogis sense fre emergeixen de la cançó Per al congrés d'Udine, del 1797, on Napoleó és una altra volta el "nou Prometeu". Fins i tot la vergonya del Tractat de Campoformio, que tant indignà Foscolo, el porta, en un canzonetta metastasiana amb el títol de "La pau de Campoformio" a excusar la traïció per quant, almenys, s'ha assolit la pau.
El 21 gener de 1799 té lloc l'estrena absoluta a l'Scala de Milà del seu Himne per l'aniversari de la caiguda de Lluís XVI amb música d'Ambrogio Minoja.

#### La fugida a França

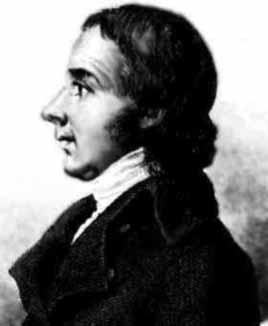
Lorenzo Mascheroni

Tornats els austríacs a Milà en el curs de la campanya d'Egipte, es va obrir una sèrie de represàlies contra els promotors de la Revolució. Els qui no van ser deportats van escapar. Entre aquests hi era Monti, que va emprendre una fugida, amb poc diner en butxaca, a través del Piemont per arribar a Chambéry. Aquí s'hi reuniren amb ell la dona i la filla, i junts van arribar a París.
Del període parisenc destaca la Mascheroniana, obra en cinc cants en tercets sobre la pauta de la Bassvilliana, que quedà incompleta i fou escrita en ocasió de la mort de l'amic escriptor, sacerdot i naturalista il·luminista Lorenzo Mascheroni, esdevinguda el 14 juliol de 1800. El poema mostra un Monti moderat i, per tant, més autèntic, decebut tant dels primers com dels segons entusiasmes, és a dir la cort papal i Napoleó, malgrat que no manqui la lloança a aquest darrer, dispensador de pau.

#### El retorn a Itàlia
Després de la batalla de Marengo, del 14 juny de 1800 Monti es va veure per fi premiat, i Napoleó en va fer el seu propi aede, el propi poeta de cort, assignant-li també la càtedra d'eloquència a la Universitat de Pavia, que el 25 juny de 1800 va fer reobrir després de la clausura imposada pels Austro-Russos. Monti no va començar-hi la docència fins al 1802, ja que decidí romandre encara alguns mesos a França, on va completar la darrera tragèdia, el Caio Gracco, i on va acabar la traducció de La pucelle d'Orléans de Voltaire.

#### A la Universitat de Pavia

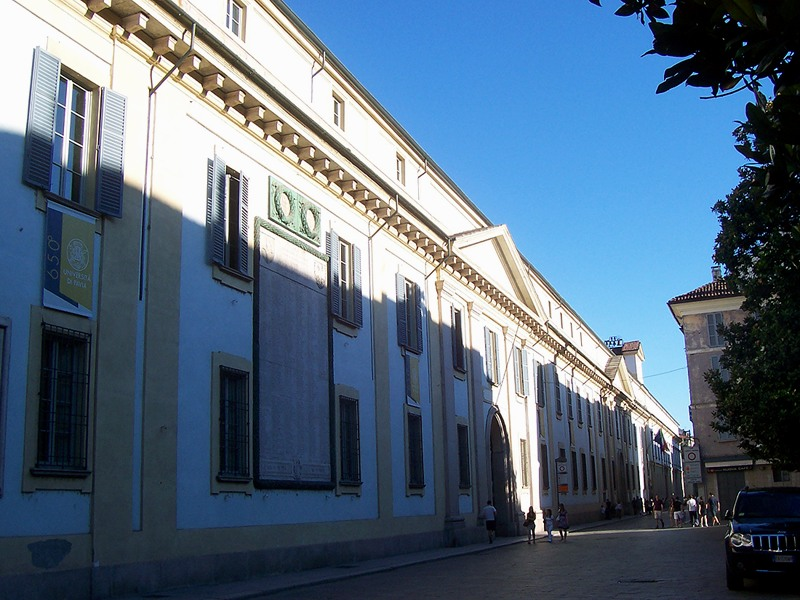
La Universitat de Pavia on Monti va ensenyar entre el 1802 i el 1804

El 1802 Monti pren possessió de la càtedra a la Universitat de Pavia amb la lliçó inaugural del 24 març, i hi dona classes entre el 1802 i el novembre de 1804, rebent tot seguit el nomenament de poeta del govern itàlic. En aquest període de les seves lliçons a Pavia Monti s'allunya clarament dels ardors juvenils pels moderns de caràcter il·luminista. En les seves lliçons la capacitat d'"invenció", és a dir l'originalitat, només la concedeix als antics. El "progrés" concerneix només a lesciències; en la poesia no hi ha progrés, sinó "retorn", ja que els seus elements van ser ja completament descoberts pels antics.

#### L'aede de Napoleó

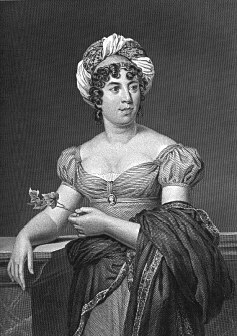
Madame de Staël

Al final de l'any 1804 Monti va fer una nova important coneixença. El 30 desembre va arribar a Milà Madame de Staël, acompanyada dels tres fills i de llur preceptor, Friedrich Schlegel. Es van conèixer l'endemà, i els va unir una forta amistat.
Després que Napoleó es coronés Rei d'Itàlia en el 1805 Monti esdevingué Istoriografo del Regno i poeta oficial de la cort. Va ser també condecorat amb la de la Legió d'Honor Va conmpondre moltes obres lloant Bonaparte, les seves victòries i la seva política.

#### El traductor
Els millors resultats poetics de Monti són, de fet, els de les seves traduccions, en les que no resta constrenyit per l'exigència de celebrar o adular sense mesura i, per contra, pot lliurement mostrar el seu talent dialèctic i formal, la seva elegància compositiva: entre el 1798 i 1799, en una fase de profund distanciament del seu passat papalí, s'ocupa amb la traducció en octaves de l'irreverent poema satíric de Voltaire La Pucelle d'Orléans, sobre les vivpencies de Joana d'Arc, en clau sorprenentment còmica i plena de ritme (l'obra serà publicada pòstumament el 1878).

Una altra prova de virtuosismo resulta de la versió de les Sàtires de Persi (1803), però és la seva traducció de la Ilíada en hendecasíl·labs no rimats, acabada i publicada el 1810, la seva veritable obra cabdal. 

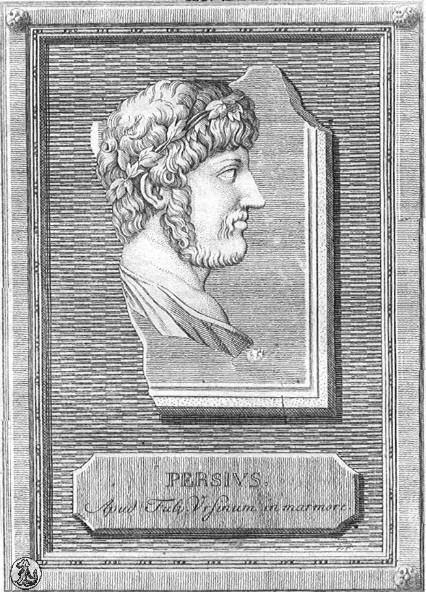
Va traduir també les Sàtires de Persii, aquí retratat

Des dels primers anys el text va ser per Monti un obsessió, i ja molt temps abans havia fet una primera traducció, entre el 1788 i el 1790, d'alguns cants.
Originàriamente, havia adoptat l'ottava, que va utilitzar per recitar els cants I i VIII a l'Arcàdia, però el 1806 va optar definitivament per l'hendecasíl·lab lliure, que, com s'ha indicat, apareixerà en la redacció definitiva.
Aquesta traducció no ofereix sempre una imatge fidel del text homèric, però sí una versió en equilibrades formes neoclàssiques. El món heroic hi és representat amb continus efectes triomfals, els sentiments dels personatges són enriquits amb matisos intimistes i malenconiosos. És una traducció que sembla feta a mida de la Itàlia napoleònica, entre els ecos de les guerres europees i l'esperit militar que impregnava també la Itàlia prerenaixentista. Monti, malgrat saber, relativament, grec, no el dominava prou per entendre l'original.
Ha estat molt debatut quins varen ser els seus models, tot i que sembla que va predominar la versió llatina de Raimondo Cunich, i que també tingueren rellevància les d'Anton Maria Salvini i Melchiorre Cesarotti.
Monti en va publicar, en vida, unes altres tres edicions, el 1812, el 1820 i el 1825, tres anys abans de morir.

## Principals obres
- 1776 - La visione di Ezechiello

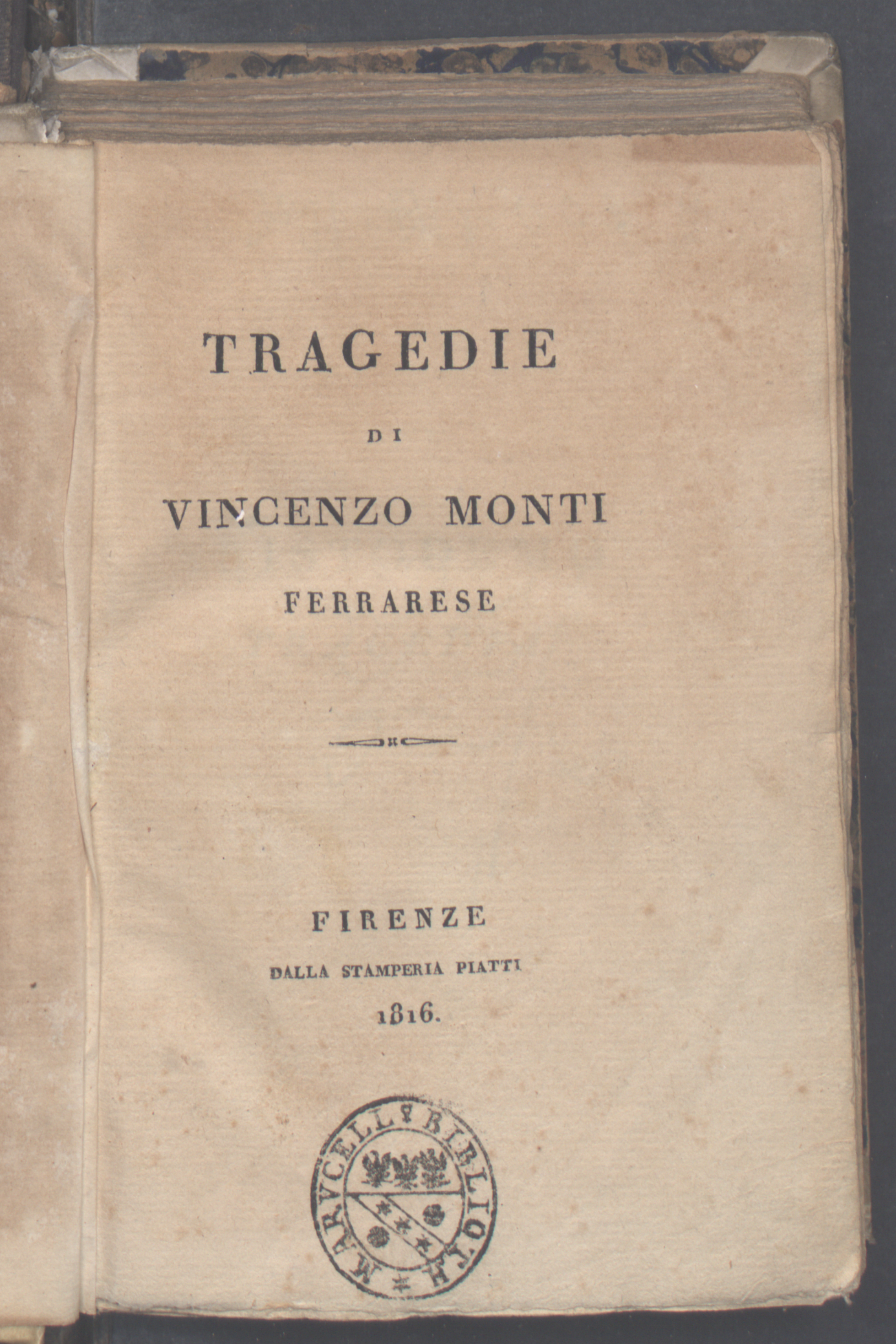
Tragedie, 1816

- 1779 - Prosopopea di Pericle (oda), Saggio di poesie
- 1781 - La bellezza dell'universo (poemetto)
- 1782 - Cantate per la nascita del Delfino, Il Pellegrino Apostolico, Sciolti a Sigismondo Chigi, Pensieri d'amore
- 1783 - Versi
- 1784 - Al signor di Montgolfier (oda), Feroniade (poema incomplet)
- 1786 - Aristodemo (tragèdia)
- 1787 - Galeotto Manfredi (tragèdia)
- 1788 - Sulla morte di Giuda (sonets), Alla marchesa Malaspina della Bastia (oda)
- 1793 - Bassvilliana (poema incomplet), Invito di un solitario a un cittadino
- 1797 - La Musogonia (poema incomplet, iniciat el 1793), Prometeo (poema incomplet), Il fanatismo, La superstizione, Il pericolo (poemetti), Per il congresso di Udine (cançons)
- 1799 - Nell'anniversario del supplizio di Luigi XVI (himne)
- 1800 - Per la liberazione dell'Italia (canzonetta), Dopo la battaglia di Marengo, traducció de l'obra Voltaire La Pucelle d'Orléans → La pulcella d'Orleans
- 1802 - Mascheroniana (poema incomplet), Caio Gracco (tragèdia)
- 1803 - traducció: Satire (Persi)
- 1805 - Il beneficio
- 1806 - Il bardo della Selva Nera (poema incomplet)
- 1808 - I Pittagorici (drama)
- 1809 - La spada di Federico II, La Palingenesi politica
- 1810 - Ierogamia in Creta, traduccions: Ilíada (Homer)
- 1811 - Le api panacridi in Alvisopoli
- 1815 - Il mistico omaggio
- 1816 - Il ritorno di Astrea
- 1822 - Per un dipinto dell'Agricola, rappresentante la figlia dell'Autore (sonet), Per le quattro tavole dell'Agricola (cançons)
- 1825 - Sermone sulla mitologia (petit poema), Le nozze di Cadmo e d'Ermione (poemetto)
- 1826 - Pel giorno onomastico della mia donna Teresa Pikler
- 1817-1826 - Proposta di alcune correzioni ed aggiunte al Vocabolario della Crusca'

### Edicions
- Monti, Vincenzo. Tragedie (en italià).  Firenze: dalla Stamperia Piatti, 1816 [Consulta: 20 gener 2017].

### Estudis
- Cesare Cantù, Biografia di Vincenzo Monti, Torino, Utet, 1861
- Achille Monti, Apologia politica di Vincenzo Monti, Imola, Gabiati 1870
- Achille Monti, Vincenzo Monti, Roma, Tip.Barbera, 1873
- Leone Vicchi, Vincenzo Monti, le lettere e la politica in Italia dal 1750 al 1830, Faenza-Roma, 1879-87 (4 voll.)
- Domenico Gnoli, Un amore di Vincenzo Monti e il Werther di Goethe a Fanfulla della domenica, 2 agosto 1885
- Bonaventura Zumbini, Sulle poesie di Vincenzo Monti, Firenze, Le Monnier, 1886
- Raffaello Giovagnoli, Vincenzo Monti imitatore a Meditazioni d'un brontolone, Roma, Stab. Tip. della Tribuna, 1887
- Pietro Giordani, Ritratto di Vincenzo Monti (1830) a Prose, Roma, Ferino 1890
- Giorgio Trenta, Delle benemerenze di Vincenzo Monti verso gli studi danteschi e verso la letteratura moderna: studio comparativo della Bassvilliana colla Divina Commedia, Pisa, Spoerri, 1891
- Leone Vicchi, Les Français à Rome pendant la Convention, Roma, Forzani, 1892
- Michele Kerbaker, Shakespeare e Goethe nei versi di Vincenzo Monti, Firenze, Sansoni, 1897
- Alberto Scrocca, Studi sul Monti e sul Manzoni, Napoli, Pierro, 1905
- Paul Hazard, La révolution française et les lettres italiennes (1789-1815), Paris, 1910
- Carlo Steiner, La vita e le opere di Vincenzo Monti, Livorno, Giusti, 1915
- Guido Bustico, Bibliografia di Vincenzo Monti, Firenze, Olschki 1924
- Umberto Fracchia, Le più belle pagine di Vincenzo Monti, Milano, Treves 1927
- Enrico Bevilacqua, Vincenzo Monti. Firenze, Le Monnier 1928
- Vittorio Cian, Vincenzo Monti, Pavia, 1928
- Carlo Piancastelli, Vincenzo Monti e Fusignano, Bologna, 1928
- Arturo Pompeati, Vincenzo Monti, Bologna, Zanichelli, 1928
- Giulio Reichenbach, Vincenzo Monti, Roma, Formiggini, 1930
- Alfonso Bertoldi (a cura de), Epistolario di Vincenzo Monti, Firenze, Sansoni, 1931, 6 voll.
- Maria Borgese, Costanza Perticari nei tempi di Vincenzo Monti, Firenze, Sansoni, 1941
- Quinto Veneri, Vincenzo Monti, Torino, Paravia 1941
- Cesare Angelini, Carriera poetica di Vincenzo Monti, Milano, Fabbri 1960
- Anna Maria Balbi, La traduzione montiana dell'Iliade, Roma, Edizioni di Storia e Letteratura, 1962
- Mario Fubini, Nel centenario di Vincenzo Monti, a Romanticismo italiano, Roma-Bari, Laterza, 1971
- Walter Binni, Vincenzo Monti poeta del consenso, Firenze, Sansoni, 1981
- Annagiulia Angelone Dello Vicario, Vincenzo Monti e la "memoria" di Virgilio («Otto/Novecento», VII, n.5-6), ora in A. Dello Vicario, Memoria di poeti: metamorfosi della parola, Università degli Studi di Napoli "L'Orientale", Dipartimento di Studi Letterari e Linguistici dell'Europa, Pubblicazione della "Sezione Romanza", Napoli, L'Orientale Ed., 2011
- Nicolò Mineo, Vincenzo Monti. La ricerca del sublime e il tempo della rivoluzione, Pisa, Giardini 1991
- Angelo Romano, Vincenzo Monti a Roma, Roma, Vecchiarelli 2001, ISBN 88-8247-076-8
- Giulio Ferroni, Storia e testi della letteratura italiana: La rivoluzione in Europa (1789-1815) (Epoca 7), Milano, Mondadori 2002
- Roberto Cardini, Classicismo e Modernità. Monti, Foscolo, Leopardi, Firenze, Edizioni Polistampa 2010, ISBN 978-88-596-0808-0